# Neuromitos sobre la música
Los neuromitos sobre la música son creencias acerca del funcionamiento y desarrollo cerebral relacionados con la escucha de música. Los neuromitos son creencias que se tiene acerca del desarrollo del cerebro los cuales no tienen respaldo científico, lo cual puede llegar a producir malas interpretaciones acerca del funcionamiento cerebral.  Está comprobado que saber tocar profesionalmente un instrumento musical mejora varias funciones ejecutivas, como la memoria y la atención. Pero algunas creencias con respecto a la música son solo neuromitos, por ejemplo, el mito sobre el efecto positivo que produce la música en general sobre las personas y que supuestamente los haría más inteligentes si la escuchan desde niños.

## Desarrollo
Existe la creencia de que se ha podido comprobar científicamente las aportaciones que la música clásica puede traer al cerebro y los estímulos neuronales que provoca.Técnicas como la tomografía por emisión de positrones y la resonancia magnética funcional han demostrado que escuchar música activa una amplia distribución de áreas cerebrales.
Se han creado diversas teorías sobre la relación directamente proporcional entre la música clásica y el cociente intelectual en diferentes edades pero nunca fueron demostradas científicamente.
Existe una teoría llamada El efecto Mozart y se caracteriza por una serie de beneficios, no comprobados de manera permanente, que se producen a nivel cerebral solo por el hecho de escuchar música de Wolfgang Amadeus Mozart,  beneficios que mejorarían si los niños se ven expuestos a estas melodías desde la panza. Un estudio publicado por la revista Nature en la década de los 90´s causó más polémica respecto a esta teoría, pues 36 estudiantes de la Universidad de California fueron expuestos por diez minutos a una pieza de este compositor (sonata para dos pianos en re mayor KV 448/375a) con un efecto positivo de diez minutos en las pruebas de razonamiento espacio temporal.
Este experimento no se pudo replicar con otras pruebas diferentes a las del razonamiento espacio temporal. La Academia Americana de Pediatría considera que, para que estimular la inteligencia del bebé, conviene entablar comunicación, tener momentos afectivos como pasear con él, cantar a su lado, acariciarlo, mimarlo, abrazarlo, hablarle y leerle cuentos.
Lo que se llegó a conocer como el "efecto Mozart" proviene de algunas publicaciones en donde se intentó mostrar que escuchar música clásica mejoraba el desempeño en algún test cognitivo. Sin embargo, nunca pudo demostrarse. En cambio, tocar algún instrumento sí mejora algunas funciones ejecutivas, la memoria y la atención.
Un estudio de Nicholas Spitzer, en la Universidad de California, también sostiene que escuchar música clásica no tiene ningún efecto en la capacidad del cerebro para aprender o estar activo.